# Karwowo (Łobez)
Karwowo (deutsch Karow, früher Carow)  ist ein Dorf in der polnischen Woiwodschaft Westpommern. Es gehört zur Gmina Łobez (Landgemeinde Labes) im  Powiat Łobeski (Labser  Kreis).

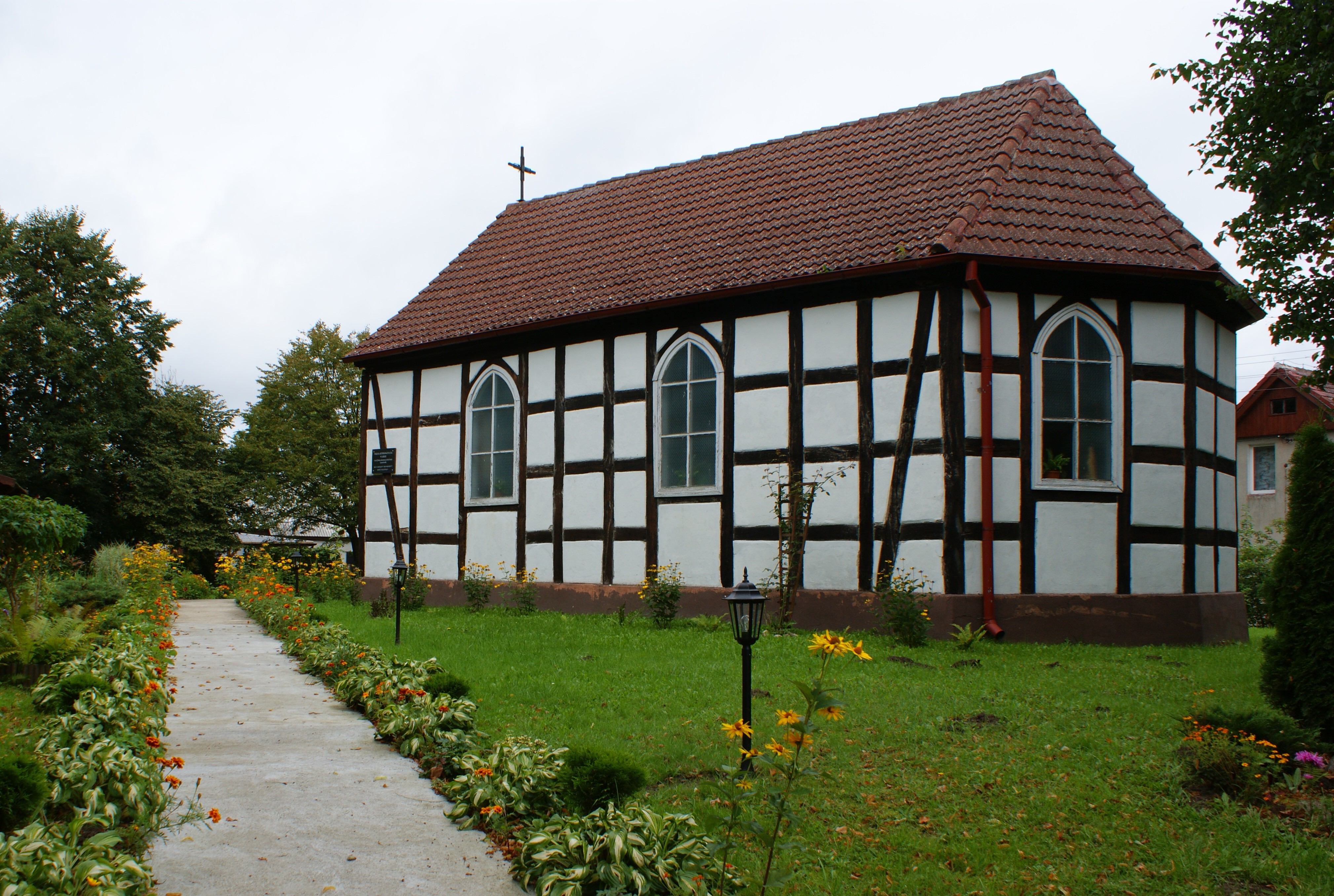
Dorfkirche, bis 1945 Gotteshaus der evangelischen Gemeinde Karow

## Geographische Lage
Das Kirchdorf liegt in Hinterpommern an der linken Seite des Flusses Rega, etwa neun Kilometer nordwestlich der Stadt Łobez (Labes).

## Geschichte

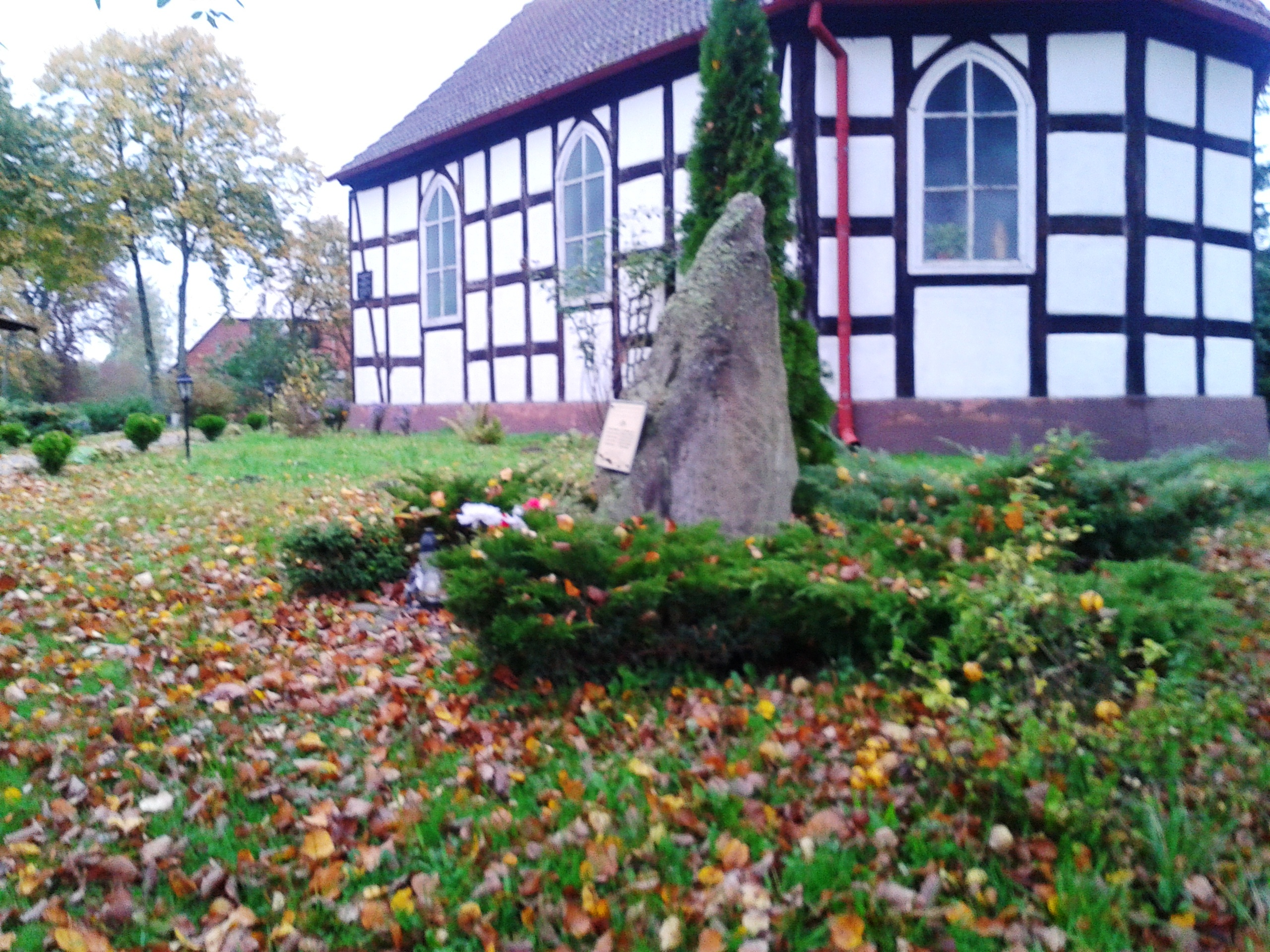
Gedenkstein hinter der Dorfkirche

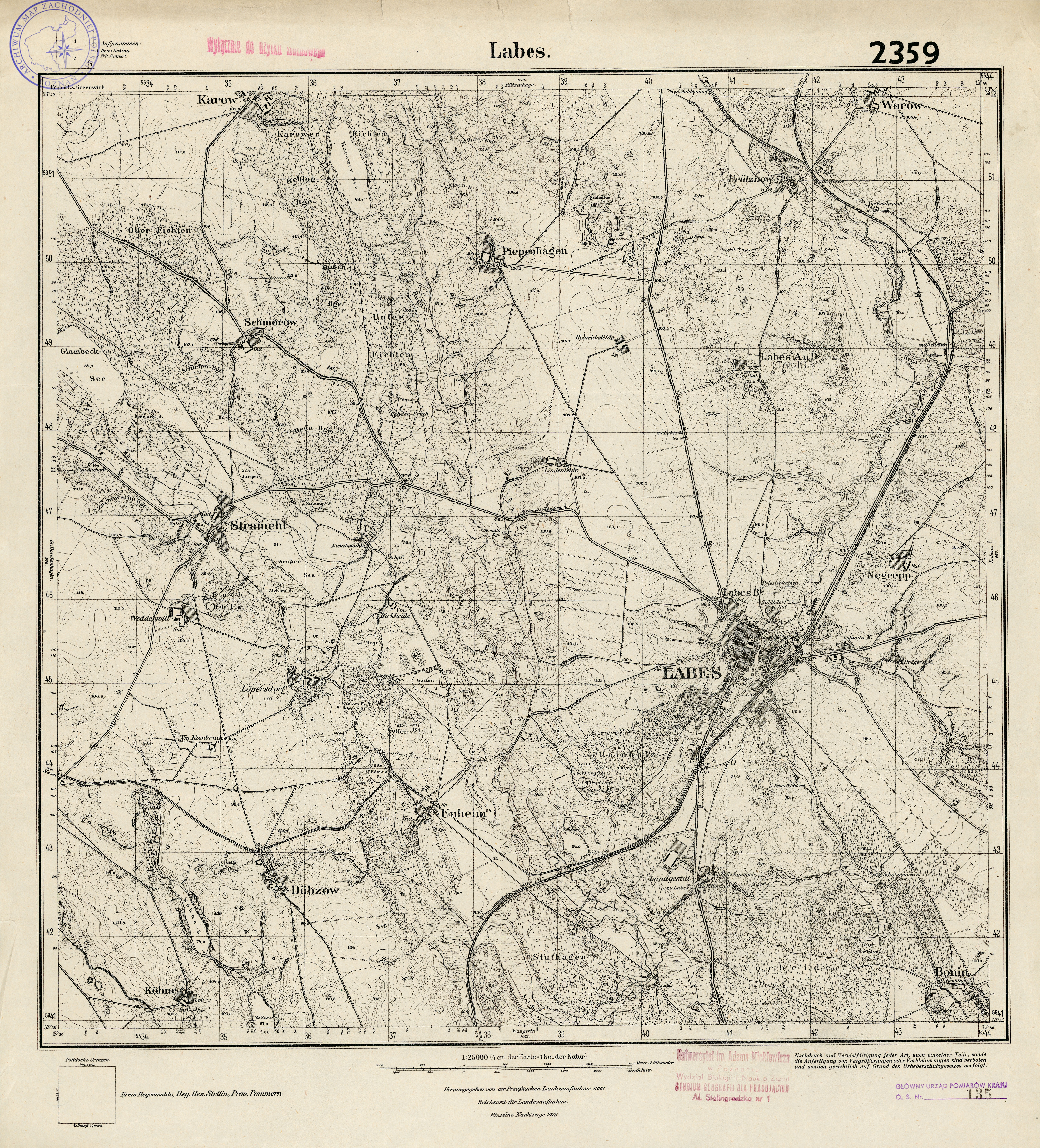
Landkarte der Umgebung von Labes aus dm Jahr 1929, mit Carow nordwestlich von Labes

Im 19. Jahrhundert wurden auf der über 5000 Morgen umfassenden Gemarkung Karows, die uralter Kulturboden ist, Siedlungsspuren aus vorgeschichtlicher Zeit gefunden, die bis in die Steinzeit zurückreichen, darunter Steinkistengräber mit Mützenurnen aus der Bronzezeit und Brandgräber aus der Eisenzeit. Karow gehörte in früheren Zeiten dem Kloster Belbuck, dem es 1260 Herzog Wartislaw III. geschenkt hatte.
Im Jahr 1945 gehörte Karow zum Landkreis Regenwalde im Regierungsbezirk Köslin der preußischen Provinz Pommern des Deutschen Reichs. Karow war dem Amtsbezirk Elvershagen zugeordnet.
Gegen Ende des Zweiten Weltkriegs wurde die Region im Frühjahr 1945 von der Roten Armee besetzt. Nach Kriegsende wurde Karow zusammen mit großen Teilen Hinterpommerns – militärische Sperrgebiete ausgenommen – seitens der sowjetischen Besatzungsmacht der Volksrepublik Polen zur Verwaltung unterstellt. Danach begann die Zuwanderung von Polen. Die Ortschaft wurde in „Karwowo“ umbenannt. In der Folgezeit wurde die einheimische Bevölkerung von der polnischen Administration aus dem Kreisgebiet vertrieben.

### Demographie
| Jahr | Einwohner | Anmerkungen |
| ---- | --------- | --- |
| 1782 | –         | 22 Feuerstellen (Haushaltungen)                                                                                                 |
| 1818 | 159       | [ 4 ] [ 5 ] [ 2 ] |
| 1852 | 313       | [ 6 ] |
| 1867 | 342       | am 3. Dezember, davon 140 im Dorf und 202 im Gutsbezirk                                                                         |
| 1871 | 349       | am 1. Dezember, davon 128 im Dorf (123 Evangelische, drei Katholiken) und 221 im Gutsbezirk (219 Evangelische, zwei Katholiken) |
| 1910 | 320       | am 1. Dezember, davon 101 im Dorf und 219 im Gutsbezirk                                                                         |
| 1925 | 384       | darunter 376 Evangelische, vier Katholiken, drei Juden und eine Person ohne Angabe der Konfession                               |
| 1933 | 330       | [ 12 ] |
| 1939 | 309       | [ 12 ] |